# Klemen Bolha
Klemen Bolha (19 marzo 1993) è un calciatore sloveno, difensore del St. Martin/Sulmtal.

## Carriera
Ha giocato nella massima serie dei campionati sloveno e lituano.

## Palmarès

### Club

#### Competizioni nazionali
- Supercoppa di Lituania: 1

Žalgiris: 2020
- Campionato lituano: 1

Žalgiris: 2020